# 塔尔萨国际机场
塔尔萨国际机场（英語：Tulsa International Airport）是美国俄克拉何马州最大城市塔尔萨的机场，是该州仅次于州首府俄克拉何马城威尔·罗杰斯世界机场的第二大机场。